# ポチョ (ワニ)
ポチョ (Pocho、1950年代頃 – 2011年10月12日) は、漁師であったジルベルト・"チト"・シーダン（Gilberto "Chito" Shedden）と20年以上にわたって関係を持ったことで世界的に注目されたワニである。チトがレベンタソン（Reventazón）川のほとりで瀕死になっていたポチョを発見し健康になるまで看病したのが両者の関係の始まりである。

## チトとの邂逅
1989年、コスタリカのリモン州シキレス（en:Siquirres）で漁師、ツアーガイド、博物学者をしていたチトが、レベンタソン川のほとりで体重70kg（150ポンド）とやせ細り脱水状態にあった雄のワニを発見した。よく調べてみると、このワニは牛の群れを捕食しており、地元の畜産農家によって左目を頭から撃たれていたことがわかった。友人たちの協力を得て、チトはこのワニをボートで家に持ち帰った。 
チトはこのワニに6ヵ月間、週に30kgの鶏肉と魚を食べさせ、夜は自宅で一緒に睡眠をとった。また、口で食べ物を噛むようにして食べさせ、キスやハグをしながら話しかけたり、なでたりした。チトは後に、食べ物を与えるだけでは回復しなかったとしており、「ワニが生きる気力を取り戻すために私の愛情が必要であった」と叙述している。チトは、コスタリカの当局から合法的にワニを所有・飼育するために必要な野生動物保護の許可を得るまで、近くの森の奥にある池にワニを隠していた。

## 回復後
ワニの健康状態が良くなると、チトはこのワニ（現地の方言で「強い」という意味のポチョと名付けられた）を野生に戻そうと近くの川に放したが、ワニは元々いた所に戻ろうとしなかったチトは、ワニを自宅外の水辺に住まわせることにし、妻や娘に家族の一員と認めてもらおうとした。続けてチトはポチョに自分の名前を聞いたときに反応するよう躾けた。。以来20年以上もの間、チトは主に夜、家の前の川でポチョと一緒に泳ぎ、話し、ハグし、キスし、なで、遊んでいたという。

## 動物タレントとして
チトとポチョは10年以上に渡り、毎週日曜日の午後に、故郷コスタリカのシキレスにあるフィンカ・ラス・ティラピアス（Finca Las Tilapias）の100m2の人工湖で、世界中から訪れる観光客に水上パフォーマンスを披露していた。2014年には、チトとポチョに関する映像ドキュメンタリー『Dragons Feast』が南アフリカの野生動物撮影監督ロジャー・ホロックス（Roger Horrocks）のもと制作された。ホロックスはドキュメンタリーの中で、ポチョがその頭に受けた銃弾がワニの脳を損傷し、それによって通常のワニの本能が変化したのではないかと推測するとともに、人間が10年以上親密に飼っていても爬虫類のペットに襲われる例があることを指摘し、チトがワニと水に入るときは常に命の危険があると感じた。ホロックスはさらに加えて 「2、3年後には何かが起きるかもしれない、もしかしたら... でも23年間愛し合った結果、何も起きなかったからそうは思わない」と述べている。事実ポチョ行っていたパフォーマンスのひとつに、水に入るとき口を開けてチトに突進し、近づく前に口を閉じて、代わりに鼻にキスをさせるというものがあったが、チトがついに噛まれることはなかった。

## 死とその後
ポチョは2011年10月12日、シキレスのチトの自宅前の水中で自然死した。友人やファンたちが参列した公開葬儀の後、チトはワニの「手」を握りながら歌を歌った。ポチョの剥製はシキレス市立博物館のガラス越しに常設展示されており、チトもたびたび訪れているという。
その後、チトは新しいワニを飼い始め、ポチョ2（Pocho II）と名付けた。チトは釣りをしているときに家の近くの川でこのワニとよく出会い、食べ物を持ってきたり、撫でてもらったりしていたが、ポチョ2は元のポチョとチトとの関係とは状況が違うため、長期的に共同生活をする見込みはないようである。